# Чемпионская игра НФЛ 1939
Чемпионская игра чемпионата НФЛ 1939 — матч по Американскому футболу. Матч, в котором играли «Грин-Бей Пэкерс» и «Нью-Йорк Джайентс», прошёл 10 декабря. «Грин-Бэй» победил со счётом 27:0. Этот матч стал первым главным матчам НФЛ, во время которого одна команда не набрала очки. Сыгранный во время Второй мировой войны матч также стал первым, который прошёл во время вооружённого конфликта планетарного масштаба. Во время войны были также сыграны матчи 1940, 1941, 1942, 1943 и 1944 годов.
| Игра чемпионата НФЛ 1939 года \| \| 1 \| 2 \| 3 \| 4 \| Финал \| \| ----------------- \| - \| - \| -- \| -- \| ----- \| \| Нью-Йорк Джайентс \| 0 \| 0 \| 0 \| 0 \| 0 \| \| Грин-Бэй Пэкерс \| 7 \| 0 \| 10 \| 10 \| 27 \| |                    |   |    |    |       |
| Дата | 10 декабря 1939 г. |   |    |    |       |
| судья | Билл Халлоран      |   |    |    |       |
| зрителей | 32379              |   |    |    |       |
| ←1938 Чемпионская игра чемпионата НФЛ 1940→ |                    |   |    |    |       |
| | 1                  | 2 | 3  | 4  | Финал |
| Нью-Йорк Джайентс | 0                  | 0 | 0  | 0  | 0     |
| Грин-Бэй Пэкерс | 7                  | 0 | 10 | 10 | 27    |

## Судьи
- Судья: Билл Халлоран
- Ампайр: Эд Кокрейн
- Главный Лайнсмен: Том Торп
- Филд джадж: Дэн Техан

## Ход матча
GB-Грин-Бэй, NY-Нью-Йорк, ЭП-Экстрапоинт
■ Первая четверть:
- GB-7-ярдовый тачдаун+ЭП, Грин-Бэй повёл 7:0

■ Вторая четверть:
■ Третья четверть:
- GB-29-ярдовый филд гол, Грин-Бэй ведёт 10:0
- GB-31-ярдовый тачдаун+ЭП, Грин-Бэй ведёт 17:0

■ Четвёртая четверть:
- GB-42-ярдовый филд гол, Грин-Бэй ведёт 20:0
- GB-1-ярдовый тачдаун+ЭП, Грин-Бэй ведёт 27:0